# Franz Lehner (Soziologe)
Franz Lehner (* 14. Juli 1946 in Zürich) ist ein Schweizer Soziologe.

## Leben
Franz Lehner studierte in Zürich, Freiburg im Breisgau und Mannheim Soziologie, Betriebswirtschaftslehre und Politikwissenschaft. An der Universität Mannheim erwarb er 1970 das Diplom in Soziologie. 1972 promovierte er in Mannheim, 1978 habilitierte er sich dort. 1974 bis 1975 war er German Kennedy Memorial Fellow an der Harvard-Universität und von 1975 bis 1977 Habilitationsstipendiat der Deutschen Forschungsgemeinschaft. Von 1989 bis 2006 war er Präsident des Instituts Arbeit und Technik im Wissenschaftszentrum Nordrhein-Westfalen, das er bis 2011 als Institut der Westfälischen Hochschule in Kooperation mit der Ruhr-Universität weiterführte. Von 1981 bis 2007 war er ordentlicher Professor für Politikwissenschaft und von 2007 bis 2011 für angewandte Sozialforschung an der Ruhr-Universität Bochum.

## Schriften (Auswahl)
- Einführung in die Neue Politische Ökonomie. Königstein 1981, ISBN 3-7610-4130-6
- Anthropocentric Production Systems: The European Response to Advanced Manufactur-ing and Globalization. Luxembourg: European Commission, 1992, ISBN 92-826-3809-X
- mit Friedrich Schmidt-Bleek: Die Wachstumsmaschine. Der ökonomische Charme der Ökologie. München: Droemer Knaur, 1999, ISBN 3-426-27136-2.

- mit Anthony Charles, Stephan Bieri, Yannis Paleocrassas a.o. The Steilmann Report: The Wealth of People. An Intelligent Economy for the 21st Century. Bochum: Brainduct, 2001, ISBN 3-936279-02-0
- mit Ulrich Widmaier: Vergleichende Regierungslehre. Opladen: Westdeutscher Verlag, 2002, ISBN 3-8100-3199-2.
- Sozialwissenschaft. Wiesbaden: VS Verlag für Sozialwissenschaften, 2011, ISBN 978-3-531-17406-8.
- mit Jörg Bogumil, Rolf G. Heinze, Klaus Peter Strohmeier: Viel erreicht - wenig gewonnen. Ein realistischer Blick auf das Ruhrgebiet. Klartext, Essen 2012, ISBN 978-383750718-8.
- mit Hans-Peter Noll: Ruhr: Das Zukunftsprojekt. Von der eingebildeten zur wirklichen Metropole. Essen:Klartext, 2016, ISBN 3-8375-0956-7.
- Deliberative Governance for Sustainable Development: An Innovative Solution for Environment, Economy and Society. London - New York: Routledge, 2022 ISBN 978-1032198422